# Marino Vigna
Marino Vigna, né le 6 novembre 1938 à Milan, est un coureur cycliste italien des années 1960.

## Biographie
Champion olympique de poursuite par équipes aux Jeux de 1960 à Rome, Marino Vigna a été professionnel de 1961 à 1967. Il a notamment remporté Milan-Turin en 1966 et une étape du Tour d'Italie.

## Palmarès

### Palmarès amateur
- 1957
  - 3e du championnat d'Italie de poursuite par équipes amateurs
- 1959
  - Popolarissima delle Palme
  - 2e de Milan-Tortone
  - 3e du championnat d'Italie de poursuite par équipes amateurs
- 1960
  -  Champion olympique de poursuite par équipes (avec Luigi Arienti, Franco Testa, Mario Vallotto)
  - Milan-Tortone
  - Coppa d'Inverno

### Palmarès professionnel
- 1962
  - 2e de Milan-Mantoue
- 1963
  - 14e étape du Tour d'Italie
- 1964
  - Trois vallées varésines
  - 2e étape du Tour de Romandie
  - Tour des trois provinces
- 1965
  - Trofeo Laigueglia
  - 2e de Milan-Turin
- 1966
  - Milan-Turin
  - 2e du Grand Prix de la ville de Camaiore

## Résultats sur les grands tours

### Tour d'Italie
5 participations
- 1961 : abandon
- 1963 : abandon, vainqueur de la 14e étape
- 1964 : abandon
- 1965 : 73e
- 1966 : 60e

### Tour d'Espagne
1 participation
- 1967 : 63e